# 长白卷耳
长白卷耳（学名：Cerastium baischanense）是石竹科卷耳属的植物，是中国的特有植物。分布在中国大陆的吉林等地，生长于海拔1,700米至2,400米的地区，多生于高山冻原和温泉附近的多石质火山口湖一带，目前尚未由人工引种栽培。